# Lilli Palmer
Lilli Palmer (Posen, Nyugat-Poroszország, 1914. május 24. – Los Angeles, USA, 1986. január 27.) német származású amerikai színésznő, író, festőművész, asztaliteniszező.

## Élete

### Családja, fiatalsága
Lilli Palmer az első világháború kitörése előtt nem sokkal, Lilli Marie Peiserként látta meg a napvilágot Posenben (az akkori Porosz Királyságban, ma Poznań néven Lengyelországhoz tartozik). Szülei Alfred Peiser és Rose Lissmann voltak. Apja főorvos a berlini zsidó kórházban (sebész és orvosi-tanácsadó), anyja színésznő, aki a pályán az első lépésekre oktatta. Lillinek volt egy Irene Prador néven debütált színész-énekesnő nővére és egy húga, Hilde. 1917-ben, a család a Berlin-Westendbe költözött. A házon, ahol addig éltek, ma emléktábla található.
Elhunyt apja kívánságára, Palmer már diáklányként színésznőnek készült. Reggelente a gimnáziumba, délután a színiiskolába járt, mindkettőt sikeresen be is fejezte. Ilka Grüning és Lucie Höflich vezetése alatt tanulta a színészetet, Berlinben. Első sikeres fellépései a Rose-Theaterben, a Großen Frankfurter Straßén (az NDK-s időkben Karl-Marx-Allee; ma Koppenstraße) zajlottak.

### Életpályája

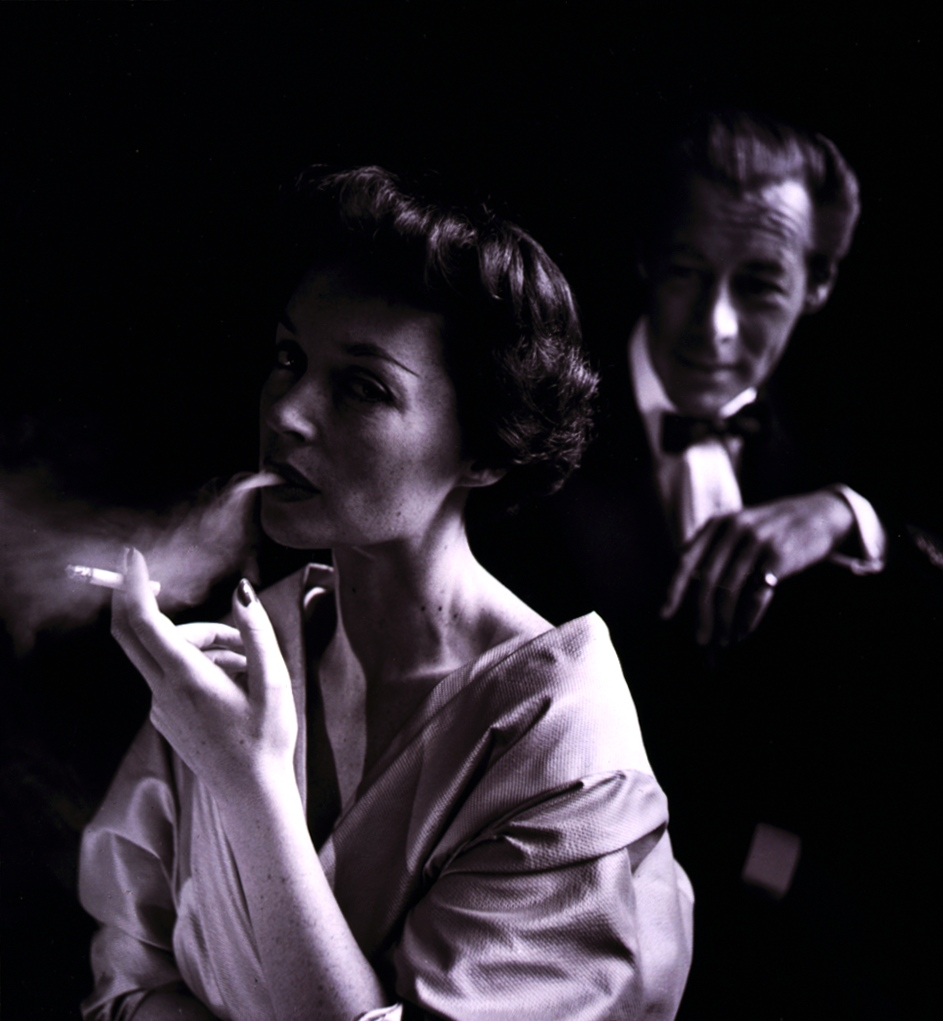
Rex Harrisonnal, 1950

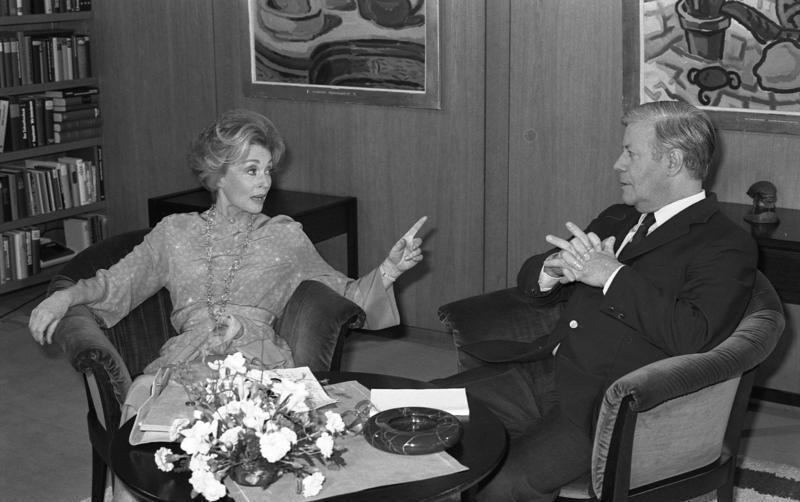
Lilli Palmer interjút készít Helmut Schmidttel, 1982-ben

1932-ben a darmstadti, Hesseni Landestheaterben játszott. 1934-ben Párizsba emigrált (mivel zsidóként Németországban már nem kapott munkát), ahol Irene nővérével a Les Sœurs Viennoises (Bécsi Nővérek) művésznéven éjszakai lokálokban léptek fel.
Valamivel később Londonba költözött, ahol a Crime Unlimitedben a női főszerepet játszotta, az első angol produkciós cég szerződésével. 1936-ban Alfred Hitchcock Titkosügynökében játszott.
1943-ban hozzáment Rex Harrison brit színész-filmsztárhoz. 1944-ben világra hozta fiát, Rex Carey Alfred Harrisont, aki ma a Brooklyn College-en tanít. Hollywoodi szerződéssel a zsebében emigrált az Amerikai Egyesült Államokba, ahol többek között Gary Cooperrel a Cloak and Daggerben és John Garfielddel a Body and Soulban szerepelt.
Harrison botrányos esete Carole Landis fiatal színésznővel, majd annak öngyilkossága a Harrison–Palmer házaspár hollywoodi karrierjének végét jelentette. Azután néhány sikeres föllépése volt még a Broadway-n, mint pl. a Bell, Book and Candle című darabban.
1954-ben Lilli Palmer visszatért az NSZK-ba, és ott a második világháború utáni filmvilág sztárja lett. Játszott Curd Jürgensszel és Romy Schneiderrel, de nemcsak otthon, hanem Franciaországban, az Egyesült Királyságban és az Egyesült Államokban is nagy sikereket aratott Clark Gable, James Mason, Jean Gabin és Charles Boyer oldalán. Színészi tevékenységéért számos díjjal – többek közt az Arany Filmszalaggal – tüntették ki.
1956-ban Harrisontól elvált, s 1957. szeptember 21-én hozzáment Carlos Thompson argentin író-színészhez.
Nyugat-Németországban tévéfilmekben és -sorozatokban szerepelt, mint pl. A felügyelő (Grauroter Morgen c. epizódjában), az Eine Frau bleibt eine Frau 10 részében (a forgatókönyvet maga írta Hermann Lissmann elhunyt nagyapja neve alatt) 1972–1979 között, a Derrick c. tévésorozat első évfolyama második, Johanna c. epizódjában, 1974-ben.
1974-ben Dicke Lilli – gutes Kind (Kövér Lilli – jó gyerek) címen megjelent memoárja, nemzetközi bestseller lett. További könyvei: Der rote Rabe (Vörös holló, 1979), amelyben kibővítette első önéletrajzát egy szerelmi háromszög történetével, amelyben ő, élettársa és legjobb barátnője szerepeltek, majd az Umarmen hat seine Zeit (Ideje az ölelésnek, 1981), aztán a Nachtmusik (Nocturne, 1984), valamint az Eine Frau bleibt eine Frau (A nő mindig nő marad, 1985) és a Wenn der Nachtvogel schreit (Amikor a bagoly rázendít, posztumusz, 1988).
Írói tevékenysége mellett a festőművészetet is sikerrel gyakorolta.
Életének 72. évében Los Angelesben, rákban halt meg, és a kaliforniai Glendale-beli Forest Lawn Memorial Parkban helyezték örök nyugalomra.

### Sporttevékenysége
Lilli Palmer fiatalkorában reményteljes pingpongtehetség volt. Az 1930-as berlini asztalitenisz-világbajnokságon még Peiser néven legyőzte a későbbi világbajnokot, Mednyánszky Máriát is. Végül is a német ranglista 9. helyét érte el. Gyakran játszott vegyes párost Heinz Nickelsburggal.

## Filmjei
- 1935: Crime Unlimited
- 1936: The First Offence (Bad Blood)
- 1936: Titkosügynök (Geheimagent)
- 1937: Napszállta Bécsben (Sunset in Vienna)
- 1937: Jó reggelt, fiúk! (Good Morning, Boys)
- 1937: The Great Barrier
- 1938: Crackerjack
- 1939: A Girl Must Live
- 1939: Blind Folly
- 1940: The Door with Seven Locks
- 1942: Thunder Rock
- 1943: The Gentle Sex
- 1943: English Without Tears
- 1945: The Rake’s Progress
- 1946: Beware of Pitty
- 1946: Titkosszolgálat (Cloak and Dagger)
- 1947: Body and Soul
- 1948: My Girl Tisa
- 1948: No Minor Vices
- 1949: Marseilles-i mulató (Hans le marin)
- 1951: The Long Dark Hall
- 1952: The Four Poster
- 1953: Mainstreet To Broadway
- 1954: Tűzijáték
- 1955: Teufel in Seide
- 1956: Zwischen Zeit und Ewigkeit
- 1956: Anasztázia, az utolsó cárleány
- 1957: Mint az orkán
- 1957: Montparnasse 19 (Les Amants de Montparnasse)
- 1957: Üvegtorony
- 1958: Nő, aki tudja, mit akar
- 1958: Lányok egyenruhában
- 1958: Élet kettesben (La vie à deux)
- 1959: De nem nekem! (But Not for Me)
- 1959: Szívek összeesküvése (Conspiracy of Hearts)
- 1960: Warrenné mestersége
- 1960: Kellemes társaságában (The Pleasure of His Company)
- 1960: Verrat auf Befehl (The Counterfeit Traitor)
- 1961: Frau Cheneys Ende
- 1961: Idegen arc (Le rendez-vous de minuit)
- 1961: Csodálatos vagy, Júlia! (Adorable Julia)
- 1962: Finden Sie, daß Constanze sich richtig verhält?
- 1962: Erotica (L’amour difficile)
- 1962: Leviathan
- 1963: Flucht der weißen Hengste
- 1963: Treffpunkt Tanger
- 1963: Das große Liebesspiel
- 1964: Becstelenek (Le triangle)
- 1965: Operation Crossbow
- 1965: Die amourösen Abenteuer des Moll Flanders
- 1965: Herr auf Schloss Brassac
- 1966: Két lány a vörös bolygóról
- 1966: Der Kongress amüsiert sich
- 1966: Die Reise des Vaters (Le voyage du père)
- 1967: Der Diamantenprinz
- 1967: Sebastian
- 1967: Ödipus the King
- 1968: Paarungen
- 1968: Nobody Runs Forever
- 1969: Hard Contract
- 1970: La peau de torpedo
- 1970: De Sade
- 1970: Rejtekhely – Félelem és halál a leányinternátusban
- 1971: A Felügyelő, 38. rész: Szürkésvörös hajnal (tévésorozat)
- 1971: Hauser’s Memory
- 1971: Ördögi
- 1971: Murder in the Rue Morgue
- 1972–1979: Eine Frau bleibt eine Frau (10 rész)
- 1974: The Zoo Gang (tévéfilm)
- 1974: Derrick (tévésorozat), 2. rész: Johanna
- 1975: Lotte Weimarban
- 1978: A brazíliai fiúk (The Boys from Brazil)
- 1980: Weekend (tévéfilm)
- 1981: Gyerekek (tévéfilm)
- 1982: Feine Gesellschaft – beschränkte Haftung
- 1982: Eine etwas sonderbare Dame (tévéfilm)
- 1982: Unglaubliche Freunde (tévéfilm)
- 1984: Love Boat (tévésorozat)
- 1985: Ötödfél milliárd dolláros szerződés (The Holcroft Covenant)
- 1986: Nagy Péter (TV-minisorozat)

## Hangjátékai
1979-ben Lilli Palmer mesélőként részt vett Walt-Disney filmklasszikusaiban, a Csipkerózsika és a Hófehérke és a hét törpe hangjátékokban.

## Kitüntetései
- 1953: Coppa Volpi (Legjobb női szereplő) a Das Himmelbettért
- 1956: Ezüst Filmszalag (Legjobb női főszereplő) a Teufel in Seideért
- 1957: Ezüst Filmszalag (Legjobb női főszereplő) a Anastasia, die letzte Zarentochterért
- 1960: Golden Globe-nevezés (Legjobb női musicalszereplő) a But Not for Meért
- 1965: Festival Internacional de Cine de Donostia-San Sebastián: (Legjobb előadónő-díj) a Geheimaktion Crossbow-ért
- 1974: Aranykamera az Eine Frau bleibt eine Frauért
- 1974: Az NSZK Nagy Szolgálati Keresztje
- 1978: Arany Filmszalag a német filmművészetben végzett sokéves kimagasló tevékenységéért
- 1987: Golden Globe-nevezés (Minisorozat legjobb női főszereplője) a Nagy Péterben alakított szerepéért
- Csillag a Hollywood Walk of Fame-en

## Emlékezete

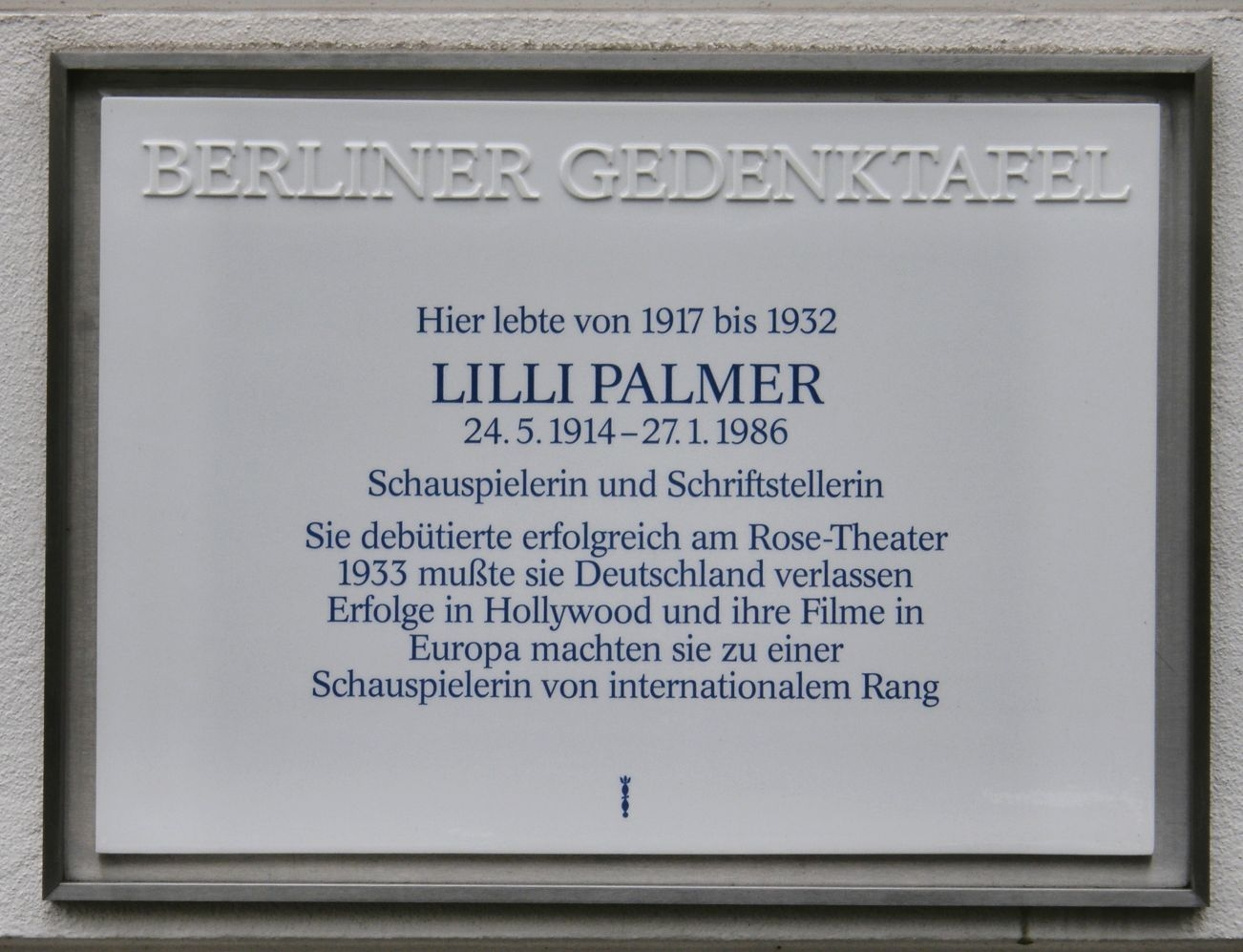
Berlini emléktábla egykori lakóházán, Hölderlinstraße 11.

1988 óta a színésznők új nemzedéke, mint pl. Barbara Auer (1988), Christiane Paul (1998), Anneke Kim Sarnau (2003) vagy Jasmin Schwiers (2005) a Hörzu tévéújság Aranykamera filmkölcsönző keretében Lilli-Palmer-Emlékkamera-díjat adnak a kimagasló színésznői teljesítmény elismerésére. 2003 óta ehhez jött még a Curd-Jürgens-Emlékkamera a legjobb férfiszínészek új nemzedéke számára. 2004-ben egyesítették Lilli-Palmer-&-Curd-Jürgens-Emlékkamera néven a két díjat, amely 20 000 eurós pénzjutalmat is tartalmaz.
Berlin emléktáblát helyezett el arra a házra, ahol fiatal éveit töltötte. 1997-ben a Berlin-Haselhorstban róla nevezték el a Lilli Palmer-sétányt, a Krienicke-parkban. 2000-ben a Német Posta Lilli Palmer-bélyeget adott ki.

## Írásai
- Dicke Lilli – gutes Kind, München, 1974
- Der rote Rabe, München, 1977
- Umarmen hat seine Zeit
- Nachtmusik
- Wenn der Nachtvogel schreit
- Eine Frau bleibt eine Frau

## Magyarul
- A vörös holló. Lélegzetelállító szerelmi történet; ford. Tandori Dezső; Dovin, Bp., 1989
- Dundi Lilli, jó kislány; ford. Lendvay Katalin; Európa, Bp., 1989 (Femina)

## Fordítás
- Ez a szócikk részben vagy egészben  a   Lilli Palmer című német Wikipédia-szócikk ezen változatának fordításán alapul.  Az eredeti cikk szerkesztőit annak laptörténete sorolja fel. Ez a jelzés csupán a megfogalmazás eredetét és a szerzői jogokat jelzi, nem szolgál a cikkben szereplő információk forrásmegjelöléseként.